# Jovana Damnjanović
Jovana Damnjanović (en serbe : Јована Дамњановић), née le 24 novembre 1994 à Belgrade, est une footballeuse internationale serbe, qui joue au poste de avant-centre au Bayern Munich. Sa cousine germaine, Jelena Čanković, est également internationale serbe.

## Biographie

### En club
Jovana Damnjanović joue dans sa jeunesse pour le FC Perspektiva, avant de rejoindre l'Étoile rouge de Belgrade. En 2012, l'Étoile rouge termine à la deuxième place de la première division serbe. La même année, le club échoue en finale de la Coupe de Serbie face au Spartak Subotica après prolongations.
En 2013, elle rejoint l'Allemagne et le VfL Wolfsburg. Elle fait ses débuts le 7 septembre 2013 lors de la première journée de championnat face au Bayern Munich, en remplaçant Martina Müller à la 73e minute. Avec les Wölfinnen, elle remporte la Ligue des champions en 2014, et devient la première joueuse serbe à remporter cette compétition.
En 2015, Damnjanović et sa coéquipière Laura Vetterlein rejoignent le SC Sand. En 2016 et 2017, le club échoue en finale de la Coupe d'Allemagne, vaincues à deux reprises par Wolfsburg sur le même score de 2-1.
En mars 2017, elle paraphe un contrat de trois saisons en faveur du Bayern Munich, qui sera effectif en fin de saison. Elle fait ses débuts sous ses nouvelles couleurs le 5 novembre 2017 lors de la septième journée de Bundesliga contre le MSV Duisbourg (victoire 3-1), en remplaçant Lucie Voňková à la 62e minute. En avril 2019, elle prolonge son contrat la liant au Bayern jusqu'en 2022. En mai 2021, elle prolonge son contrat jusqu'en 2023.

### En sélection
Le 23 février 2010, à l'âge de 15 ans, Damnjanović honore sa première sélection en équipe de Serbie contre la Hongrie (défaite 1-0). Elle rentre en jeu à la 57e minute à la place de Christina Sampanidis.
Au mois de juillet 2012, elle participe à l'Euro des moins de 19 ans organisé en Turquie. Les Serbes y sont éliminées en phase de groupes.
Lors des qualifications à l'Euro des moins de 19 ans 2013, elle est la meilleure buteuse avec 14 réalisations, mais la Serbie ne parvient pas à se qualifier, éliminée au deuxième tour.

## Statistiques
Le tableau ci-dessous retrace la carrière de Jovana Damnjanović depuis ses débuts :

| Saison                | Club                  | Championnat           | Championnat | Championnat | Coupe(s) nationale(s) | Coupe(s) nationale(s) | Compétition(s) continentale(s) | Compétition(s) continentale(s) | Compétition(s) continentale(s) | Total | Total |
| Saison                | Club                  | Division              | M.          | B.          | M.                    | B.                    | Comp.                          | M.                             | B.                             | M.    | B.    |
| 2013-2014             | VfL Wolfsburg II      | 2.Bundesliga          | 2           | 0           | -                     | -                     | -                              | -                              | -                              | 2     | 0     |
| 2014-2015             | VfL Wolfsburg II      | 2.Bundesliga          | 7           | 4           | -                     | -                     | -                              | -                              | -                              | 7     | 4     |
| Sous-total            | Sous-total            | Sous-total            | 9           | 4           | 0                     | 0                     | -                              | -                              | -                              | 9     | 4     |
| 2013-2014             | VfL Wolfsburg         | Bundesliga            | 10          | 3           | 1                     | 1                     | C1                             | 3                              | 2                              | 14    | 6     |
| 2014-2015             | VfL Wolfsburg         | Bundesliga            | 3           | 0           | 2                     | 4                     | C1                             | 1                              | 0                              | 6     | 4     |
| Sous-total            | Sous-total            | Sous-total            | 13          | 3           | 3                     | 5                     | -                              | 4                              | 2                              | 20    | 10    |
| 2015-2016             | SC Sand               | Bundesliga            | 19          | 6           | 4                     | 5                     | -                              | -                              | -                              | 23    | 11    |
| 2016-2017             | SC Sand               | Bundesliga            | 13          | 2           | 4                     | 2                     | -                              | -                              | -                              | 17    | 4     |
| Sous-total            | Sous-total            | Sous-total            | 32          | 8           | 8                     | 7                     | -                              | -                              | -                              | 40    | 15    |
| 2017-2018             | Bayern Munich II      | 2.Bundesliga          | 1           | 0           | -                     | -                     | -                              | -                              | -                              | 1     | 0     |
| Sous-total            | Sous-total            | Sous-total            | 1           | 0           | 0                     | 0                     | -                              | -                              | -                              | 1     | 0     |
| 2017-2018             | Bayern Munich         | Bundesliga            | 3           | 2           | 1                     | 0                     | C1                             | -                              | -                              | 4     | 2     |
| 2018-2019             | Bayern Munich         | Bundesliga            | 14          | 5           | 3                     | 2                     | C1                             | 6                              | 2                              | 23    | 9     |
| 2019-2020             | Bayern Munich         | Bundesliga            | 21          | 11          | 2                     | 1                     | C1                             | 4                              | 1                              | 27    | 13    |
| 2020-2021             | Bayern Munich         | Bundesliga            | -           | -           | -                     | -                     | C1                             | -                              | -                              | 0     | 0     |
| 2021-2022             | Bayern Munich         | Bundesliga            | 17          | 6           | 4                     | 6                     | C1                             | 7                              | 3                              | 28    | 15    |
| 2022-2023             | Bayern Munich         | Bundesliga            | 16          | 3           | 2                     | 0                     | C1                             | 6                              | 0                              | 24    | 3     |
| 2023-2024             | Bayern Munich         | Bundesliga            | 11          | 4           | 1                     | 1                     | C1                             | 6                              | 1                              | 18    | 6     |
| Sous-total            | Sous-total            | Sous-total            | 82          | 31          | 13                    | 10                    | -                              | 29                             | 7                              | 124   | 48    |
| Total sur la carrière | Total sur la carrière | Total sur la carrière | 137         | 46          | 24                    | 22                    | -                              | 33                             | 9                              | 194   | 77    |

## Palmarès
| VfL Wolfsburg - Championnat d'Allemagne (1) : - Championne : 2013-14. - Coupe d'Allemagne (1) : - Championne : 2014-15. - Ligue des champions (1) : - Championne : 2013-14. |  | Bayern Munich - Championnat d'Allemagne (2) : - Championne : 2021 et 2023. |